# Jacopo Chiavistelli

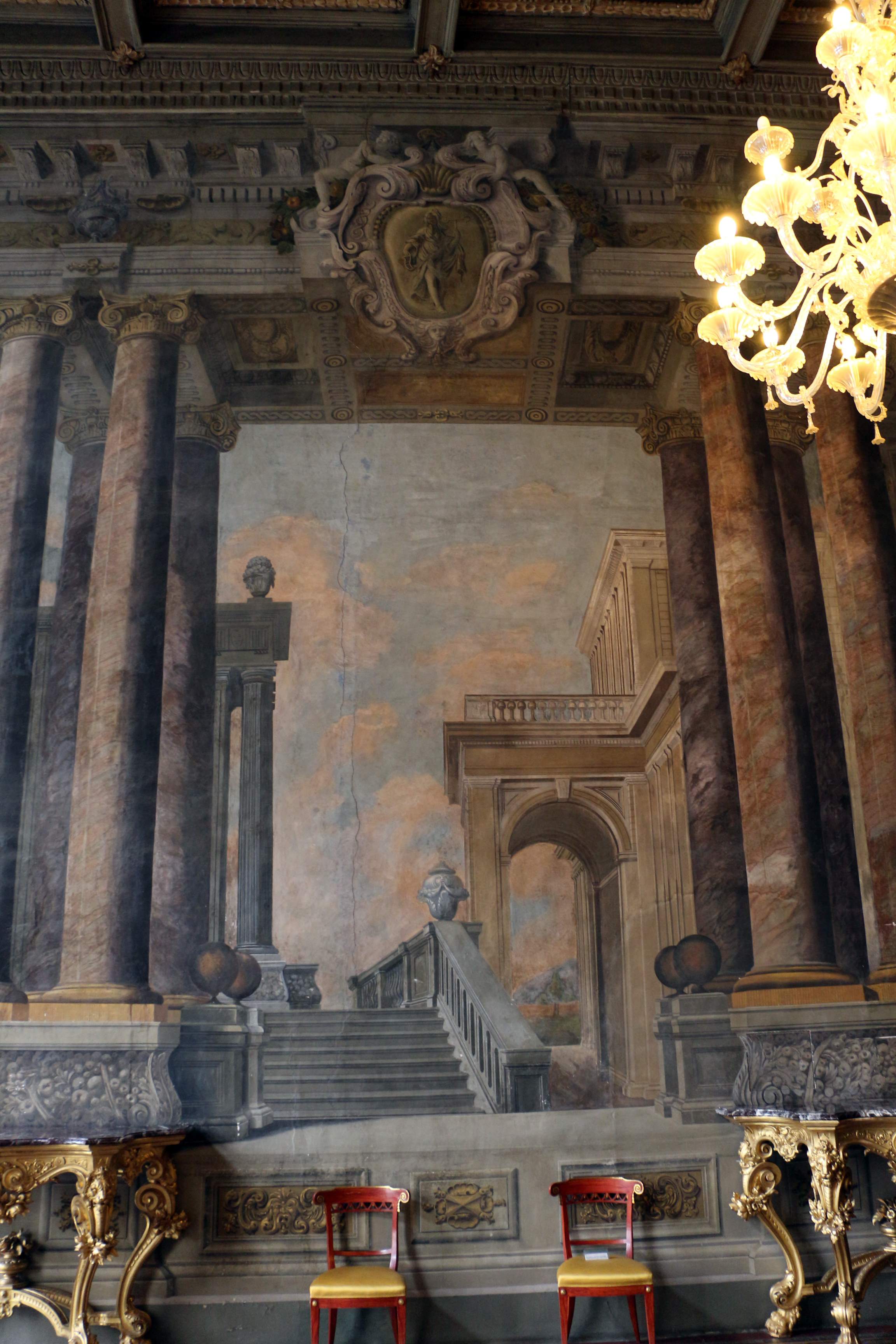
Palazzo Cerretani Firenze

Jacopo Chiavistelli (Firenze, 2 giugno 1621 – Firenze, 27 aprile 1698) è stato un pittore e scenografo italiano del periodo barocco.

## Vita e opere
Jacopo Chiavistelli (o Giacomo) 
fu il principale pittore quadraturista della scena pittorica fiorentina. Formatosi a Bologna presso i due più importanti quadraturisti del suo secolo: Angelo Michele Colonna e Agostino Mitelli, importò questo stile a Firenze creando un'apposita scuola da dove uscirono i maggiori pittori di prospettive fiorentini come Rinaldo Botti, Lorenzo del Moro, Giuseppe Tonelli e Benedetto Fortini. Fra i suoi primi maestri fiorentini ci furono: Fabrizio Boschi, Mario Balassi e Bartolomeo Neri.
Passato in seguito nella bottega di Baccio del Bianco, imparò da questi l'arte della pittura prospettica. Il del Bianco era maestro in questa arte, in particolare per aver progettato fortificazioni, durante la Guerra dei Trent'anni, presso gli Asburgo. Tornato a Firenze fu uno dei primi ad occuparsi di questo tipo di pittura e disegno tanto che nella sua bottega passarono, come dice Filippo Baldinucci: 
(Filippo Baldinucci, Opere, p. 406)
Luigi Lanzi fu il primo a definire quella di Chiavistelli una vera e propria scuola: 
(Luigi Lanzi, Storia pittorica della Italia, dal risorgimento delle belle arti fin presso al fine del XVIII secolo, p. 265)
Inizialmente lavorò spesso con Andrea Ciseri poi fu chiamato a decorare i maggiori teatri fiorentini come il Teatro di Via del Cocomero e quello di Via della Pergola dove collaborò con l'architetto Ferdinando Tacca nel 1652. In quest'ultimo fu spesso chiamato anche in veste di scenografo, fu infatti l'apparatore della rappresentazione che inaugurò il teatro: Il podestà di Colognole, opera buffa di Giovanni Andrea Moniglia, con la musica di Jacopo Melani, in occasione del carnevale del 1656. Con questa funzione fu chiamato alla corte di Ferdinando II de' Medici per la scenografia dell'Ercole in Tebe, opera scenica che servì per i festeggiamenti per il matrimonio del figlio del Granduca Cosimo e Margherita Luisa d'Orléans del 1661.

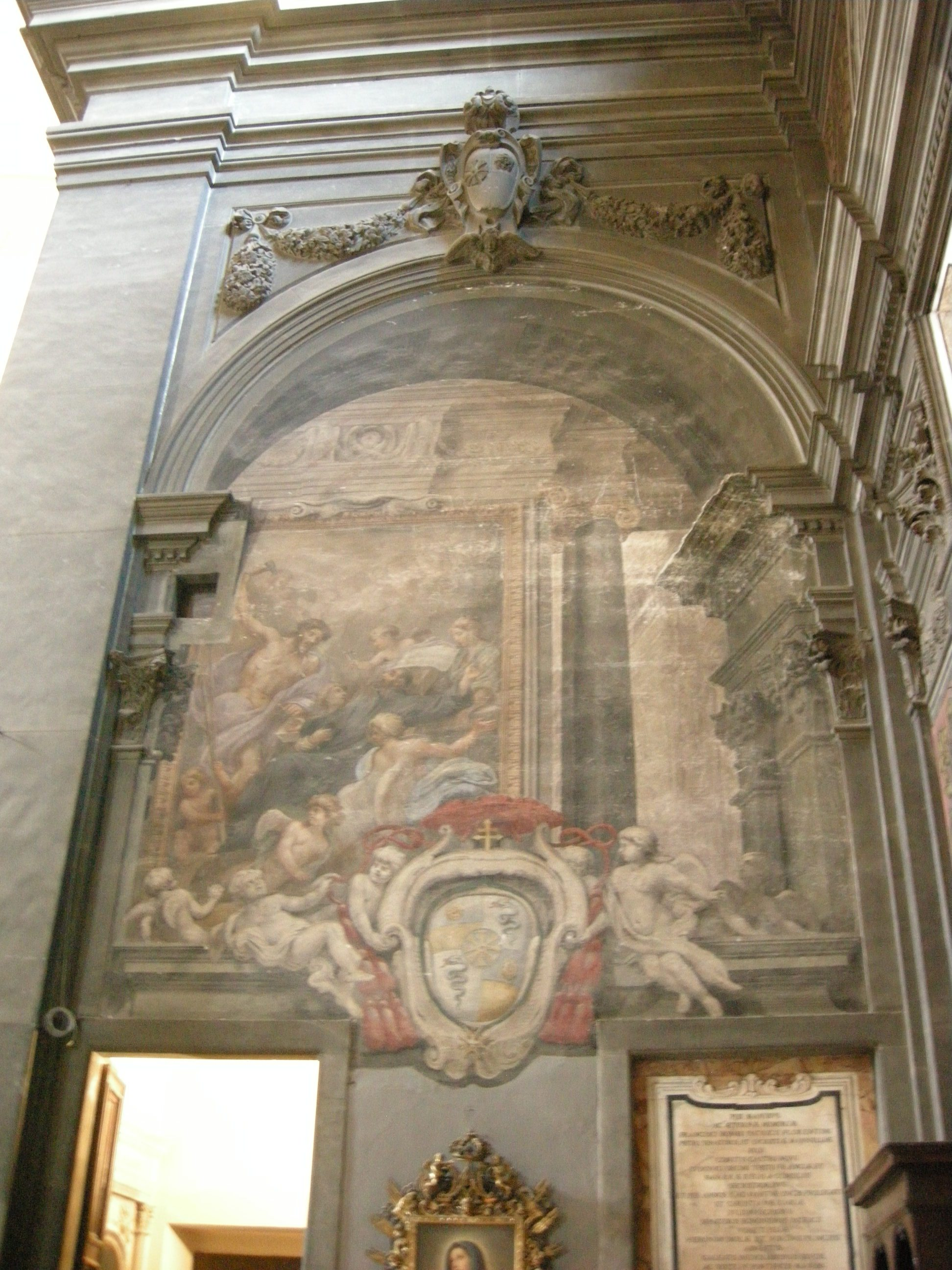
San Gaetano riceve i simboli della passione, chiesa di San Gaetano, Firenze

Lo stesso Cosimo III lo chiamò a decorare le sale al piano terra di Palazzo Pitti, ma molte fra queste pitture si deteriorarono nel corso dei secoli. Già dal 1656 aveva iniziato la decorazione della Galleria degli Uffizi. Molto importanti furono le commissioni affidategli dall'ambiente ecclesiastico fiorentino. La sua opera maggiore fu forse la decorazione della chiesa di Santa Maria Maddalena de' Pazzi del 1669. Questa coincise con la canonizzazione della santa titolare della chiesa. Un'altra chiesa importante che decorò fu quella di San Michele e Gaetano nel 1677, una vera e propria palestra per i maggiori pittori fiorentini barocchi.
La decorazione dei palazzi gentilizi occupò la maggior parte della sua opera. A cominciare da Palazzo Medici della Via Larga fino alle delizie medicee come la, ormai scomparsa, Villa di Pratolino, fra il 1688 e il 1696, e quella di Poggio a Caiano, nel 1692. In questo ambito collaborò con grandi pittori come: Pier Dandini e Anton Domenico Gabbiani. Fu chiamato a corte dal primogenito di Cosimo III, Ferdinando de' Medici, grande mecenate di pittori e musicisti, che lo usò spesso per le sue, ormai note, doti di scenografo, infatti fu determinante il suo lavoro per l'opera Il greco in Troia messo in scena in occasione del matrimonio fra il Gran Principe e Violante Beatrice di Baviera (1689) al Teatro della Pergola.
Lavorò anche per altre famiglie fiorentine. Per i Corsini decorò Palazzo Corsini al Parione e per i Gerini fece le prospettive, dove collaborò con Anton Domenico Gabbiani, del palazzo di famiglia. Ma le sue opere più citate dagli storici dell'arte sette-ottocenteschi furono le decorazioni di Palazzo Cerretani e del Palazzo di Valfonda.
Il Chiavistelli si spense a Firenze nel 1698 e fu sepolto nella chiesa di San Felice in Piazza.